# Блу Ер
Блу Ер (на румънски: Blue Air) е румънска нискотарифна авиокомпания със седалище в Букурещ на международното летище Анри Коанда. Това е най-голямата румънска авиокомпания по брой превозени пътници. През 2017 г. Блу Ер е превозила над 5 милиона пътници, което е 40% увеличение спрямо 3,6 милиона пътници, летящи предходната година. Към февруари 2019 г. Блу Ер лети до 57 дестинации.

## История
Основан от Нелу Йордаче, Блу Ер започва работа през декември 2004 г. Първоначално изпълнява вътрешни и международни полети, въпреки че вътрешните полети скоро са прекратени поради ниските продажби и конкуренцията от ТАРОМ, както и от румънските железници. Блу Ер възобновява вътрешните си полети през 2015 г., започвайки с полети Букурещ-Яш, последвани от допълнителни маршрути през 2016 г.
На 12 април 2013 г. ръководството на Блу Ер обявява, че авиокомпанията се продава. На 17 май 2013 г. компанията е закупена от четирима румънски акционери, а полетните операции са прехвърлени на Блу Ер – Eърлайн Мениджмънт Сълюшън, компания, която спасява бизнеса с 30 милиона евро. През 2015 г. Блу Ер отчита нетна печалба от 6 милиона евро, контрастираща със загубата на компанията от 400 000 евро през 2014 г.
Авиокомпанията е транспортирала 1,5 милиона пътници през 2014 г., което е увеличение от 1,35 милиона пътници през 2013 г. През 2015 г. авиокомпанията превозва за първи път повече от 2 милиона пътници. С общо 25 нови маршрута, обявени за 2016 г., авиокомпанията прогнозира превоз на близо три милиона пътници през 2016 г.
Блу Ер става пълноправен член на Международната асоциация за въздушен транспорт (IATA) на 19 януари 2016 г. Авиокомпанията получава сертификат за одит на експлоатационната безопасност на IATA през декември 2015 г., като член на Информационния център на IATA.
През март 2017 г. Блу Ер открива база на летище Джон Ленън в Ливърпул, като от там авиокомпанията открива още 8 дестинации в цяла Европа. По този случай авиокомпанията създава нова ливрея за самолетите си Боинг 737 – 800 (YR-BMH). Този самолет включва и други ливреи, подпомагащи популяризирането на новата база в Ливърпул. Този самолет е и единственият самолет със специална ливрея във флота на Блу Ер. През юли 2017 г. Блу Ер заменя самолета на международното летище в Ларнака, Кипър, за по-малък самолет Боинг 737 – 700.
От ноември 2017 г., с влизането в сила на териториалната приемственост в Сардиния, Блу Ер свързва летище Алгеро с летище Рим-Фумичино. Това е маршрут, експлоатиран в миналото от Алиталия. След конференция, проведена на летището в Алгеро в началото на ноември, Блу Ер обявява, че Ривиера дел Корало се превръща в четвъртата му международна оперативна база, след тези в Торино, Ливърпул и Ларнака. През януари 2018 г. Блу Ер стартира ново дъщерно дружество в Чехия, известно като Блу Ер Моравия. Новата авиокомпания се очакваше да започне работа през март 2018 г., но това не се случва поради някои проблеми между компанията и чешките власти.
През 2018 г. правният статут на дружеството е променен: от дружество с ограничена отговорност авиокомпанията става акционерно дружество. Тя променя и юридическото си име на Блу Ер. През същата година групата за гражданска авиация (съвместно предприятие между молдовски инвеститори и Блу Ер) печели процеса на приватизация на молдовската авиокомпания Еър Молдова за сумата от 50 милиона леи. Групата за гражданска авиация поема дълговете на Еър Молдова на стойност 1,2 милиарда леи.

## Флот
Към юли 2021 г. флотът на Блу Ер се състои от следните самолети на Боинг:
| Самолет         | В експлоатация | Поръчани | Пътнически места | Бележки                |
| --------------- | -------------- | -------- | ---------------- | ---------------------- |
| Боинг 737 – 500 | 2              | –        | 120              | Предстои пенсиониране. |
| Боинг 737 – 700 | 1              | –        | 148              |                        |
| Боинг 737 – 800 | 11             | –        | 189              |                        |
| Боинг 737 MAX 8 | 3              | 7        | 189              |                        |
| Общо            | 17             | 7        |                  |                        |

| Самолет         | Брой | Въведен | Пенсиониран | Бележки           |
| --------------- | ---- | ------- | ----------- | ----------------- |
| Боинг 737 – 300 | 5    | 2004    | 2021        | [ 5 ]             |
| Боинг 737 – 400 | 15   | 2006    | 2020        | [ 5 ]             |
| Боинг 737 – 500 | 6    | 2005    | 2021        | [ 5 ]             |
| Боинг 737 – 700 | 1    | 2015    | 2019        | [ 6 ]             |
| Боинг 737 – 800 | 12   | 2008    | 2021        | [ 5 ]             |
| Сааб 2000       | 1    | 2009    | 2009        | Нает от Карпат Ер |